# Папаго
Папаго (на английски: Papago) е северноамериканско индианско племе. Езиково е културно свързани с пима, първоначално папаго живеят в пустинята Сонора, близо до Калифорнийския залив. Постепенно се изместват на изток и се установяват в района южно от река Хила в Аризона и прилежащите части на Мексико. Вероятно около 6000 папаго живеят в този район преди контакта с испанците.

## Култура
Заедно с пима са считани за преките наследници на културата Хохокам, но за разлика от хората Хохокам и пима, папаго не са уседнали земеделци, а полуномади, занимаващи се по равно със земеделие, лов и събирачество. Обикновено мъжете се грижат за градините с царевица, боб, тикви, а по-късно пъпеши, дини и пшеница. Отделно ловуват дребни животни. Жените събират различни диви растения, мескити, ядки, семена и кактусови плодове. От изкуствата добре развити са кошничарството и производството на характерна червена керамика. Обикновено през повечето време хората носят малко дрехи. Мъжете носят само набедреник от памучен плат или еленова кожа, а жените използват рокли и кърпи от същите материали. На краката си обуват сандали от сурова кожа, а в по-студеното време използват наметала от заешки кожи. Хората прекарват лятото в села в пустинята, обикновено разположени до някой водоизточник. Всяко село е автономно и е ръководено от вожд. Няма върховен племенен вожд. Вождът на селото ръководи с помощта на Съвета на старейшините, който взима всички решения с консенсус. Други длъжностни лица в селото са глашатай, военен и ловен вожд, както и шамани и церемониални лидери наричани пазители на дима. Във всяко село хората са организирани в два клана – Мишелов и Койот. Основно жилище е куполообразна колиба направена от сагуаро, мескити и окотило и покрита с тръстика. В селото има още ритуален дом, подобен на жилищата, но доста по-голям и временни прости навеси използвани в горещото време.

## Име и език
Името папаго идва от испанското преиначаване на Папавио о’отам – хора на боба, както ги наричат хората от племето пима. Самите папаго се наричат Тохоно о’отам – хора на пустинята. Явапаите ги наричат Тах’ба, а марикопа Те’памас. Говорят език тясно свързан с езиците на пима и собайпури, с които образуват групата Пима на Юто – ацтекското езиково семейство.

## История
Възможно е папаго да са се срещнали с европейците още през 16 век, но действителния контакт с испанците започва от 1684 г., когато отец Еузебио Кино основава няколко католически мисии в региона и въвежда добитъка, конете и пшеницата. Малко по-късно испанците изграждат серия от военни постове, заради нарастващата заплаха от апачите. Въпреки че живеят в пустинните райони и нямат чести контакти с испанците, папаго са принудени да работят и да плащат данъци на испанските власти. Едновременно с това са принудени и да отблъскват непрекъснатите нападения на апачите. В резултат на това през 1751 г. недоволните се присъединяват към пима във въстанието им срещу испанското подтисничество. Между 1840 г. и 1843 г. воюват срещу Мексико в опит да спрат кражбата на земите им. С договора Гадсдън през 1853 г. племето губи част от земите си, а новата граница между САЩ и Мексико го разделя на две. През 1860 г. воюват заедно с марикопа и пима на страната на американската армия срещу апачите. Междувременно потокът от бели заселници се увеличава и племето започва да губи и малкото им останали земи. Това от своя страна води до избухването на конфликти. За да реши проблема, правителството създава резервата Сан Хавиер през 1874 г., резервата Хила през 1882 г. и резервата Папаго през 1917 г. Железопътните линии достигат до Тъксън през 1880те и потокът от бели авантюристи се увеличава неимоверно.
Днес папаго живеят главно в резервата Папаго (11 534 км2), който е третият по големина индиански резерват в САЩ. Голяма част от племето живее и в Мексико, където точният им брой не може да бъде определен. Предполага се, че общият брой на папаго е около 25 000 души. Най-важни икономически дейности в резервата Папаго са добива на мед, химическата промишленост, говедовъдството, земеделието и туризма.